# Юбілейне сільське поселення (Котельницький район)
Юбіле́йне сільське поселення (рос. Юбилейное сельское поселение) — адміністративна одиниця у складі Котельницького району Кіровської області Росії. Адміністративний центр поселення — селище Юбілейний.

## Історія
Станом на 2002 рік на території сучасного поселення існували такі адміністративні одиниці:
- Шалеєвський сільський округ (присілки Зикови, Крюкови, Лаптенки, Патруші, Плотникови, Прохоренки, Тюріки, Шалеєвщина, Щеглята)
- Юбілейний сільський округ (селище Юбілейний, присілки Галашеви, Красногорська, Міхаліцини, Хмелева)

Шалеєвське та Юбілейне сільські поселення були утворені згідно із законом Кіровської області від 7 грудня 2004 року № 284-ЗО у рамках муніципальної реформи шляхом перетворення відповідних сільських округів. 2011 року Шалеєвське сільське поселення було приєднане до Юбілейного.

## Населення
Населення поселення становить 1101 особа (2017; 1171 у 2016, 1194 у 2015, 1230 у 2014, 1262 у 2013, 1306 у 2012, 1387 у 2010, 1510 у 2002).

## Склад
До складу поселення входять 13 населених пункти:
| Населений пункт         | Населення, осіб (2002) | Населення, осіб (2010) |
| ----------------------- | ---------------------- | ---------------------- |
| Галашеви, присілок      | 3                      | 1                      |
| Зикови, присілок        | 22                     | 15                     |
| Красногорська, присілок | 2                      | 0                      |
| Крюкови, присілок       | 7                      | 8                      |
| Лаптенки, присілок      | 0                      | -                      |
| Михалицини, присілок    | 29                     | 19                     |
| Патруші, присілок       | 2                      | 2                      |
| Плотникови, присілок    | 0                      | 0                      |
| Прохорьонки, присілок   | 4                      | 3                      |
| Тюріки, присілок        | 0                      | 0                      |
| Хмелева, присілок       | 21                     | 17                     |
| Шалеєвщина, присілок    | 248                    | 221                    |
| Щеглята, присілок       | 11                     | 0                      |
| Юбілейний, селище       | 1161                   | 1101                   |